# 사경영험
사경영험(四經靈驗)은 충청북도 단양군 대강면에 있는 조선시대의 책이다. 2009년 9월 11일 충청북도의 유형문화재 제310호로 지정되었다.

## 개요
이 사경영험(四經靈驗)은 1686년(숙종 2)에 간행된 활자본이다. 법화경지험기(法華經持驗紀)의 말미에 강희25년 병인 사월에 전라도 낙안군 금화산 징광사에서 간행되었던 사실이 적혀 있고, 또한 역조화엄경지험기(歷朝華嚴經持驗紀)의 말미에 백암사문 성총(性聰)의 발문이 실려 있다. 사경지험기(四經持驗紀) 혹은 금강경관세음법화화엄등지험기(金剛經觀世音法華華嚴等持驗記)라고도 불리는데, 지험기(持驗記)라고 약칭한다.
이 ｢四經靈驗｣은 ｢金剛經｣·｢觀世音｣·｢法華經｣·｢華嚴經｣ 등의 經典을 守持하고 讀誦한 역대 名賢들의 靈驗스러운 일들을 記錄하여 敎化함으로써 佛敎에 歸依할 것을 勸誘하려는 목적으로 編纂된 것이다.
刊記와 跋文은 다음과 같다.
刊記 : 康熙二十五年丙寅四月 全羅道樂安郡金華山澄光寺開刊
跋文 : 丙寅天中節日 栢庵沙門 性聰 謹跋
사경영험(四經靈驗)은 역대 명현(名賢)들이 금강경(金剛經)과 묘법연화경(妙法蓮華經) 그리고 화엄경(華嚴經)을 읽고 일어난 이야기를 모아 엮은 것이다.
이 판본은 1686년(숙종 2)에 간행된 활자본이다. 법화경지험기(法華經持驗紀)의 말미에 강희 25년 병인 사월에 전라도 낙안군 금화산 징광사에서 간행되었던 사실이 적혀 있고, 또한 역조화엄경지험기(歷朝華嚴經持驗紀)의 말미에 백암사문 성총(性聰)의 발문이 실려 있다.
이 책은 역대 명현(名賢)들이 금강경(金剛經)과 묘법연화경(妙法蓮華經) 그리고 화엄경(華嚴經)을 읽고 일어난 이야기를 모아 엮은 것으로 조선 후기의 불교문화를 이해할 수 있는 자료로서 특히 사회사 및 사상사 연구에 긴요한 자료라 할 수 있다.

## 참고 자료
- 사경영험 - 국가유산청 국가유산포털